# Hala al-Karib
Hala al-Karib o Hala Alkarib es una activista sudanesa contra la violencia sexual en contextos de guerra. Es la directora regional de The Strategic Initiative for Women in the Horn of Africa (SIHA).

## Biografía
al-Karib nació en Sudán y pasó su infancia entre ese país y Canadá.  Su primera experiencia profesional fue en la Universidad de Juba, en Sudán del Sur.
En 1995 se creó The Strategic Initiative for Women in the Horn of Africa (SIHA) y al-Karib se convirtió en su directora regional. La entidad involucra a 75 organizaciones de 9 países africanos con el objetivo de reducir la subordinación de las mujeres en el cuerno de África. SIHA tiene su sede en Uganda.
La entidad publica una revista anual llamada Women in Islam y al-Harib es la editora principal. La publicación aborda las relaciones de género y los derechos de las mujeres en las comunidades musulmanas del cuerno de África.
En 2021 el Consejo de Seguridad de Naciones Unidas trató la situación en Sudán y al-Karib preparó una declaración resumiendo la situación de la sociedad civil, sus perspectivas y recomendaciones.Dos años más tarde, el Consejo de Seguridad de Naciones Unidas volvió a reunirse para hablar Sudán y le pidieron de nuevo que preparara un informe.
En 2024 su trayectoria fue reconocida al ser nombrada una de las 100 mujeres inspiradoras de la BBC.Es miembro del l'Institut de la Vall del Rift y miembro de la Junta de la organización Musawah, desde donde trabajan para garantizar la igualdad y la justicia en las leyes de familia musulmana.